# Al-Ubeidiya
Al-Ubeidiya (en árabe: لعبيديه) es una ciudad del Estado de Palestina ubicada a 8,4 kilómetros al este de Belén. La ciudad es parte de la gobernación de Belén en Cisjordania. Según la Oficina Central Palestina de Estadísticas (PCBS), al-Ubeidiya tenía una población de 14.460 personas en 2017.

## Localización
El municipio de Al-Ubeidiya limita al este con el Mar Muerto, al norte con As Sawahira ash Sharqiya, en la gobernación de Jerusalén, al norte, el pueblo de Dar Salah al oeste y al sur, y el pueblo de Tuqu' al sur.

## Toponimia
En 1881, el explorador inglés Palmer llamó al lugar Khurbet Deir Ibn 'Obeid, dándole como significado «Ruinas del monasterio del hijo de Obeid; también llamado Mar Teodosio».
Según el Instituto de Investigaciones Aplicadas de Jerusalén (Applied Research Institute-Jerusalem, ARIJ), Al-Ubeidiya fue colonizada en torno a 1600 por personas procedentes de la península arábiga, y debe su nombre a un llamado Al-'Ubeidi Faris de la tribu Shammar.

## Historia

### Imperios romano y bizantino
En el centro de la población se encuentra una alberca de época romana.
A proximidad de la orilla norte del Mar Muerto, se encuentra el lugar arqueológico de Qumrán, donde en 1947 se descubrieron los llamados manuscritos del Mar Muerto, fechados en los dos primeros siglos de nuestra era.
Durante el periodo bizantino, a finales del siglo V, se establecieron dos monasterios ortodoxos griegos, que actualmente se encuentran dentro de la jurisdicción municipal de Ubeidiya: El Monasterio de San Teodosio, conocido en árabe como Deir Ibn 'Ubeid (Monasterio del Hijo de Ubeid) o como Mar Dosi (Teodosio el Cenobiarca), que lleva el nombre de su fundador; y el Monasterio de Mar Saba, o simplemente Mar Saba, fundado y nombrado en honor a San Sabas.

### Período otomano
Al-Ubeidiya, como el resto de Palestina, se incorporó al Imperio Otomano en 1517. En 1596 aparecía en los registros fiscales otomanos con el nombre de Dayr Bani 'Ubayd («Monasterio del clan 'Ubayd»), como parte de la nahiya de Al-Quds (Jerusalén) en la liwa de Al-Quds. Tenía una población de 42 familias y 6 solteros, todos musulmanes. Pagaban un impuesto fijo del 33,3 % sobre los productos agrícolas, incluyendo el trigo, la cebada, los ingresos ocasionales, las cabras o las colmenas; un total de 4.900 akçe.
Hacia 1740, Richard Pococke señaló: «Pronto llegamos a una ruina llamada Der Benalbede, que por el nombre parece haber sido un antiguo convento».
En 1838, Edward Robinson señaló Deir ibn Obeid, no lejos de Mar Saba, en sus viajes por la región. Conoció a algunos de los fellahin de la aldea junto al mar Muerto, donde recogían sal para cocinar.
En 1863, el explorador francés Victor Guérin visitó el lugar, al que llamó Deir Dosi, y describió los restos del monasterio. En 1883, el estudio Survey of Western Palestine del Fondo para la Exploración de Palestina (PEF) describió Kh. Deir Ibn Obeid como «Ruinas de una aldea moderna», pero en 1899 Conrad Schick señaló que «Esta [...] designación no es suficiente -las ruinas no son las de una aldea, sino las de un antiguo convento que, sólo en tiempos modernos, fue utilizado como almacén de grano por la tribu errante Ubedieh». Schick relata que tras cerrar un acuerdo con las autoridades árabes, el convento ortodoxo griego de Jerusalén retomó posesión del Convento de Theodosius y emprendió obras de rehabilitación para que volviese a ser una parada para los peregrinos que se dirigen a Mar Saba. Schick señala que los badawin (beduinos) de los Ubedieh llaman a las ruinas del convento con el nombre de su propia tribu, y tienen un maqam (santuario) cercano con el nombre de Sheikh Khalife donde practican su culto.

### Palestina mandataria
En el censo de Palestina de 1922, realizado por las autoridades del Mandato Británico, Ibaidiyeh aparece entre las «áreas tribales». Contaba con una población totalmente musulmana de 2000 personas, 880 varones y 1120 mujeres. En el censo de 1931, Al Ubeidiya constaba de 1187 personas, todavía todas musulmanas, 610 varones y 577 mujeres.
En las estadísticas de 1945, la población se contabilizó bajo el nombre de Arab Ibn Ubeid junto con otras unidades tribales de este tipo, Arab et Ta'amira, Arab et Rashayida y Arab et Sawahira; juntas tenían una población de 7070 musulmanes, donde Arab Ibn Ubeid tenía un total de 92.026 dunams de tierra (9202 ha), según un estudio oficial de tierras y población. De esta cantidad, 3732 dunams se destinaban a cereales, mientras que 88.294 dunams se clasificaban como tierras no cultivables.

### Administración jordana
Según los acuerdos de armisticio de 1949 que pusieron fin a la guerra árabe-israelí de 1948, Al-Ubeidiya quedó bajo administración de Jordania, y al igual que toda Cisjordania y fue anexionada a Jordania en 1950. En el censo de 1961, 'Ubeidiya tenía una población de 838 personas.

### Administración israelí desde 1967
Desde la guerra de los seis días de 1967 en la que Israel arrebató Cisjordania a Jordania, Al-Ubeidiya está bajo ocupación israelí. En el censo de 1967 su población alcanzaba 1377 personas.
Tras los Acuerdos de Oslo de 1995, el 9,1 % de las tierras del pueblo se clasificaron como zona A, el 0,4 % como zona B y el 82 % restante como zona C. Israel ha confiscado tierras de Al-Ubeidiya para construir dos asentamientos israelíes: 124 dunams para el asentamiento de Ovnat y 97 dunams para la reserva natural de Einot Tzukim, ambos a orillas del Mar Muerto.

## Administración
Desde 1997, Al Ubeidiya está gobernada por un consejo municipal administrado por once miembros nombrados por la Autoridad Nacional Palestina. El concejo tiene 16 empleados trabajando en el municipio.

## Educación
Según fuentes de la gobernación de Belén, en 2009 disponía de dos jardines infantiles, uno privado y otro gestionado por una ONG, cinco escuelas primarias, cuatro del gobierno de Palestina y una privada, y tres institutos de educación secundaria, dependientes también del Estado.

## Atención sanitaria
Al Ubeidiya tenía en 2010 un centro de salud a punto de ser inaugurado, un consultorio médico público, un consultorio médico privado, 4 clínicas dentales privadas, un centro público dedicado a la maternidad e infancia, una maternidad, además de una farmacia.

## Patrimonio
En el pueblo hay diez mezquitas. En su extensa superficie, tiene dos monasterios destacados así como sitios arqueológicos de importancia.

### MonasterioMar Saba
Llamado también Gran Laura de San Sabas, es dedicado a san Sabas que lo fundó en torno al año 484. Se encuentra a unos cuatro kilómetros al este de Al-Ubeidiya. Tiene aspecto de fortaleza, y como fue construido por etapas a lo largo de los siglos, muestra diversos estilos arquitectónicos.

### Monasterio de San Teodosio
También llamado Deir Dosi o Deir Ibn Obeid, es un monasterio de la Iglesia greco-ortodoxa de Jerusalén, situado a la salida de Al-Ubeidiya hacia el oeste. Construido por San Theodosio a finales del siglo V, alberga su tumba. Abandonado durante siglos, la construcción actual es de principios del siglo XX.

### Estanque romano
Situado en el centro del pueblo, servía de alberca en la época romana.

### Khirbet Qumran
Localizado en el extremo este del municipio, a orillas del mar Muerto, fue donde un pastor descubrió en 1947 los antiguos manuscritos que podrían ser textos originales de la Torá, fechados en los dos primeros siglos de nuestra era. Se supone que el nombre Qumran procede de la antigua tribú Al Qahtaniya  que residía en el sur de Palestina. Al encontrarse en el área C de Cisjordania, controlada administrativa y militarmente por Israel, un organismo israelí se encarga de su gestión.

### Khirbet Mard
Situado al noreste de Mar Saba, son ruinas de una antigua iglesia con suelos con mosaicos o de mármol. Aparte de los restos de otros edificios, hay ruinas de un depósito de agua y de un puente que muestran que el lugar estaba habitado en la época romana.